# Cidade Velha (Belém)
Cidade Velha (região originalmente chamada de Mairi) inicialmente batizado como bairro Cidade ou bairro da Sé, é um bairro histórico da cidade paraense de Belém do Pará (estado brasileiro do Pará) iniciado na década de 1620. Sendo o primeiro e mais antigo bairro, da qual faz parte a região em que se originou a cidade, com a fundação do então povoado colonial português "Feliz Lusitânia" com a criação do fortim em madeira Forte do Presépio, na foz do igarapé do Piry (ou Bixios do Pirizal), pelo capitão-mor português Francisco Caldeira Castelo Branco, em 12 de janeiro de 1616; objetivando ocupar a então Conquista do Pará (atual Estado do Pará) na então Capitania do Maranhão, assegurando o domínio da região e das drogas do sertão.
Esta região é modernamente chamada de "centro histórico de Belém", que abriga o complexo arquitetônico Feliz Lusitânia (o povoado colonial), que cresceu às margens do rio Guamá, desde a fundação da cidade em 1616. Atualmente possui inúmeros prédios de arquitetura colonial, casarões antigos muitos dos quais tombados como patrimônio pelo IPHAN (Instituto do Patrimônio Histórico e Artístico Nacional), que passaram pelo Ciclo da Borracha (1800/1900), com muito dinheiro e luxo baseado nos moldes europeus, presente até hoje em suas fachadas e estruturas. São um elo entre a origem da população de Belém e os dias de hoje.
Suas ruas apresentam nomes de cidades ou personalidades (portuguesas e brasileiras), tais como: Avenida Portugal, Rua de Aveiro, Cidade Irmã, Rua de Óbidos, Rua de Breves, Rua Doutor Assis, Rua Doutor Malcher, Rua Siqueira Mendes, Avenida Almirante Tamandaré, Rua Ângelo Custódio, Rua Félix Roque, Rua Padre Champagnat, Boulervard Castilho França. O bairro da Cidade Velha divide com o bairro da Campina, regiões popularmente conhecidas por Comércio, devido predominância quase que exclusiva de lojas, armarinhos, escritórios, cartórios e bancos.
Conjunto arquitetônico, urbanístico e paisagístico dos bairros Cidade Velha e Campina.

## História

### Colonização europeia (Feliz Lusitânia)
A região onde se encontra Belém do Pará era inicialmente a movimentada região indígena de Mairi, moradia dos Tupinambás e Pacajás (sob comando do cacique Guaimiaba), um entreposto comercial do cacicado marajoara, onde em 1580 no período Brasil Colônia os portugueses chegaram com a expedição militar Feliz Lusitânia comandada por capitão Francisco Caldeira Castelo Branco e implantaram um núcleo colonial (a mando do rei da União Ibérica/Dinastia Filipina D. Manuel) objetivando ocupar a então Conquista do Pará, também chamada de Império das Amazonas (1615–1621, localizado na então Capitania do Maranhão), e assim assegurar o domínio na Amazônia Oriental e das drogas do sertão, que os estrangeiros disputavam. Criando assim em 12 de janeiro de 1616 na foz do igarapé do Piry, o  povoado colonial português (villa) Feliz Lusitânia junto com um fortim denominado Forte do Presépio, que continha a capela da padroeira Nossa Senhora Santa Maria de Belém (atual Catedral Metropolitana).

### Batalhas contra os estrangeiros e indígenas
A fixação do povoado iniciou um período de batalhas contra os estrangeiros (holandeses, ingleses, franceses) para assegurar o domínio da região e contra os habitantes iniciais da região, em um processo de colonização e escravização tentando implantar um modelo econômico baseado na exploração do trabalho indígena e dos recursos primários. Resultando na Revolta Tupinambá, que em janeiro de 1619  tomaram o Forte do Castelo, mas Gaspar Cardoso mudou o curso da guerra ao matar o cacique-guerreiro Guamiaba Tupinambá, resultando em suspensão dos ataques para realização do funeral.
Outras revoltas indígenas ocorreram até julho de 1620, quando Bento Maciel Parente, sargento-mor da capitania do Cabo Norte,  investiu sobre a aldeia dos índios Tapajós, dizimando-os e dominando a Conquista do Pará. Com a vitória foi nomeado Capitão-Mor do Grão-Pará, a Conquista foi elevada a categoria de então Capitania (junto a criação do Estado do Maranhão, com sede em São Luiz), e o povoado colonial foi elevado à categoria de município com a denominação de "Santa Maria de Belém do Pará" ou "Nossa Senhora de Belém do Grão Pará" (posteriormente "Santa Maria de Belém do Grão Pará", até à atual Belém)  quando foram abertas as primeiras ruas da região, originando o primeiro bairro batizado de "Cidade" (atual bairro da Cidade Velha). Bento Maciel durante seu governo fortificou o Forte do Presépio, rebatizado-o como "Forte Castelo do Senhor Santo Cristo". E, posteriormente ordenou outras investidas contra os invasores holandeses, expulsando-os da colônia. 

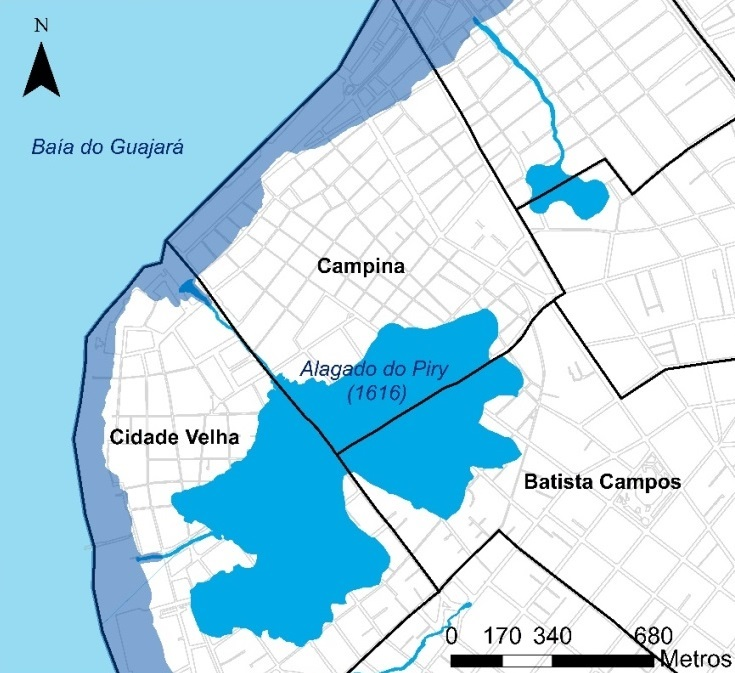
Inicialmente Belém era uma ilha, na época que era um povoado colonial português, até a década de 1620, separado do continente pelo igarapé do Piry.

### Criação das primeiras ruas
Inicialmente o povoado de Feliz Lusitânia era uma ilha, pois era cercado pelo igarapé do Piry e seus afluentes (em 1° 27′ 31,93″ S, 48° 29′ 58,66″ O, aterrado em 1803).
A primeira rua, criada na década de 1620, esta iniciava no Forte do Presépio e foi batizada de Rua do Norte ou Ladeira do Castelo (em 1° 27′ 17,9″ S, 48° 30′ 18,2″ O), sendo modernamente rebatizada como rua Siqueira Mendes, em homenagem ao ex-presidente da província na época de 1868, o conego e político Manuel José de Siqueira Mendes (ex-senador imperial).
A segunda rua foi chamada Espirito Santos, rebatizada como rua Doutor Assis em homenagem ao médico jornalista paraense Joaquim José de Assis (fundador do jornal A Província do Pará).
A terceira rua foi chamada Rua dos Cavaleiros, sendo rebatizada como rua Doutor Malcher em homenagem ao médico e ex-intendente da capital José da Gama Malcher.

A quarta rua criada foi chamada de São João, rebatizada como rua João Diogo em homenagem ao político João Diogo Clemente.

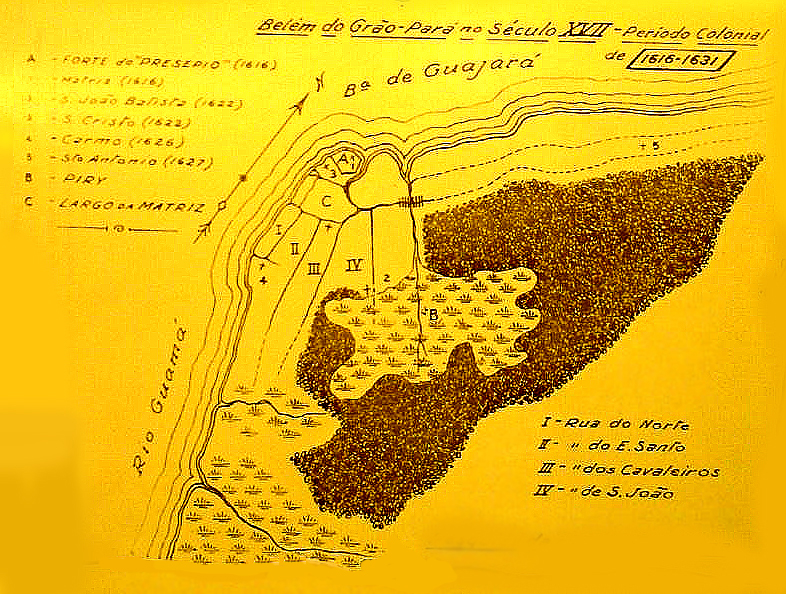
Mapa: primeiras ruas do povoado colonial Feliz Lusitânia (década de 1630). Bairro Cidade: I. rua do Norte; II. rua do Espirito santo; III. rua dos Cavaleiros; IV. rua de São João; 5. estrada de Santo Antonio.

## Centro histórico
Em 2012, o Iphan (Instituto do Patrimônio Histórico e Artístico Nacional) reconheceu como patrimônio histórico o "conjunto arquitetônico, urbanístico e paisagístico dos bairros Cidade Velha e Campina", que juntos formam o Centro Histórico de Belém, reúnindo cerca de 2.800 edificações protegidas, entre as quais estão palacetes, palácios, e sobrados conjugados com casas comerciais no térreo e, somam uma população de aproximadamente 18 284 moradores.
Em 2013, foi criado o projeto Circular Campina Cidade Velha (Circular-Belém) por iniciativa de um grupo de agentes culturais independentes que residem no Centro Histórico de Belém e no entorno. Formando uma rede de parceiros nas áreas de arte e cultura, para valorização da área, compartilhamento sociocultural e, resgate das relações de vizinhança desta área, impactado por violência e ausência do poder público. Atualmente, são aproximadamente uma rede com 40 espaços e agentes culturais em atuação.

## Principais logradouros

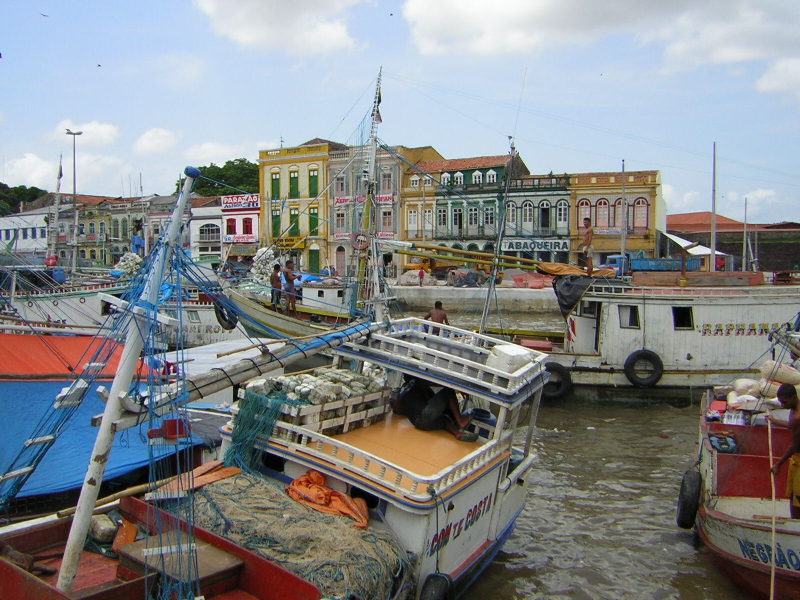
Casarios coloniais da Rua Marquês de Pombal.

Lista das principais ruas e avenidas do bairro:
- Avenida Almirante Tamandaré
- Rua do Aveiro, Cidade Irmã
- Rua Ângelo Custódio (rua Longa), em homenagem ao advogado e ex-governador da então Província do Pará o cametaense Ângelo Custódio Corrêa, aberta na década de 1600;[40]
- Rua de Breves
- Rua Doutor Assis
- Rua Doutor Malcher
- Rua Félix Rocque (rua das Rosas, rua da Residência, rua da Vigia);[40]
- Rua Joaquim Távora (caminho do Atalaia, rua Demétrio Ribeiro);[40]
- Rua Gurupá (travessa da Barroca);[40]
- Rua Rodrigues dos Santos, homenagem ao médico e ex-intendente da capital  Manoel Waldomiro Rodrigues dos Santos (rua da Alfama, rua Santarém);[40]
- Rua de Óbidos
- Rua Padre Champagnat (rua da Calçada do Colégio, rua Antonio Raiol), homenagem ao padre Marcelino José Bento Champagnat;[40]
- Rua Siqueira Mendes
- Travessa Monte Alegre

## Pontos turísticos

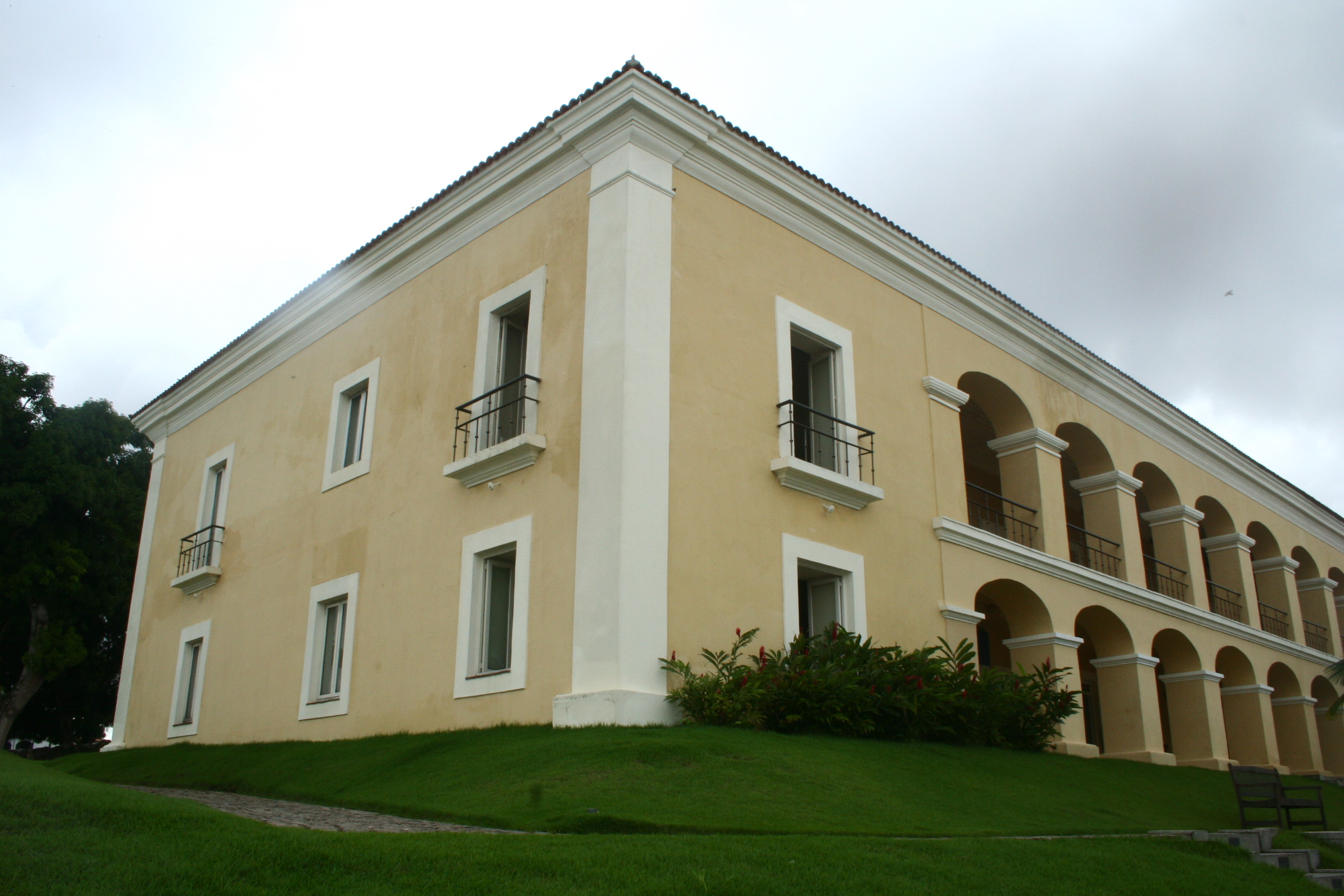
Casa das Onze Janelas

### Construções Históricas
- [47][48]Palacete Camelier- Morada da família Mullins-Camelier  e nos fundos da casa funcionava um importante estaleiro do ciclo da borracha Oficina de Artefatos Metálicos Viúva Camelier & Cia
- Forte do Castelo - Berço da cidade construído por Castelo Branco em 1616 para proteger a Amazônia dos invasores holandeses e franceses. Possui um acervo com peças de cerâmica marajoara e tapajônica de anteriores a chegada dos portugueses. O forte guarda intacto os canhões originais.
- Palácio Antônio Lemos – Suntuoso palácio construído em 1883 abriga o Gabinete Municipal e o Museu de Artes de Belém, o museu conta com um acervo de quase mil obras de arte.
- Palácio Lauro Sodré – Foi arquitetada pelo italiano Antônio Landi, antiga sede da província do Grão-Pará, hoje abriga o Museu do Estado do Pará.
- Palácio Velho - Relíquia arquitetônica no complexo do Carmo com grande importância histórica para Belém, o imóvel possuí dois pavimentos e um mirante.
- Casa das Onze Janelas – Importante marco urbanístico em Belém erguido no século XVIII, por Domingos da Costa Barcelar, um rico senhor do engenho. Em 1768, foi convertida em hospital militar pelo governo do Grão-Pará. A casa teve funções militares entre até 2001, quando foi comprada pelo governo estadual para servir como ponto turístico da capital.
- Palacete Pinho – Ocupado pela família do Comendador José de Pinho, foi concluído em 1897, adota uma arquitetura portuguesa e revertida de azulejos, a falta de recursos para manter o palacete levou a família a vender o imóvel em 1978, hoje bem preservado e aberto ao público para visitações turísticas e atividades culturais.
- Solar do Barão de Guajará - Construção de estilo colonial, inteiramente azulejado, foi concluída em 1873, atualmente abriga o Instituto Geográfico do Pará.
- Casa Rosada – Construção de 1760, o imóvel está localizado na rua Siqueira Mendes, seu proprietário era o capitão-engenheiro Mateus José Simões de Carvalho, que participou, em 1795, de uma junta extraordinária de defesa do Grão-Pará contra uma possível invasão francesa, recentemente restaurado, o casarão é voltado para atividades culturais.

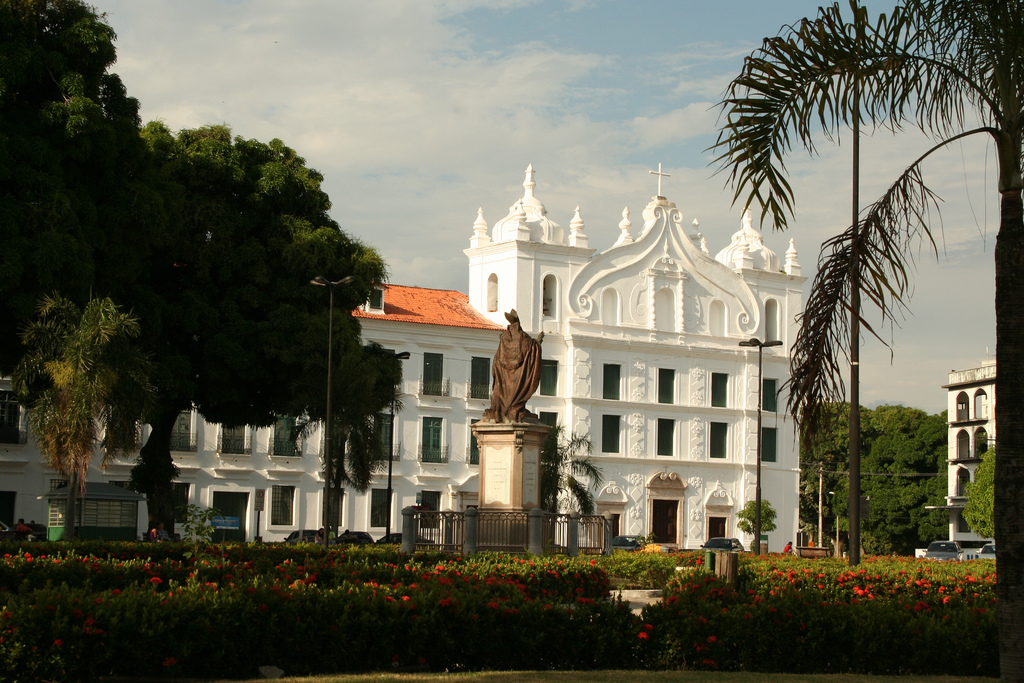
Igreja de Santo Alexandre

### Igrejas
- Catedral da Sé – Concluída em 1771, tem parte do projeto do arquiteto italiano Antônio José Landi. Seu altar foi doado pelo papa Pio XI, a igreja suntuosa possui 28 candelabros ingleses de bronze e em seus dez altares laterais com belíssimos quadros.
- Igreja de Santo Alexandre – Arquitetada em estilo barroco Amazônico, a versão atual foi concluída em 1719, seu convento é o complexo jesuíta mais importante do Brasil, foi recentemente restaurada para receber o Museu de Arte Sacra.
- Igreja de Nossa Senhora do Carmo – Erguida em estilo neoclássico e barroco, é a igreja mais antiga de Belém, foi restaurada no século XVIII pelo arquiteto italiano Antonio Landi, possuí belas obras de arte e um altar de prata com incrustação de pedras semipreciosas.
- Igreja de São João Batista – Pequena igreja em forma octogonal, criada por Antonio Landi em 1777, há nessa construção notáveis pinturas de quadratura representando arquitetura de ilusão. A decoração conta com quatro capelas mores e uma bela cúpula central.

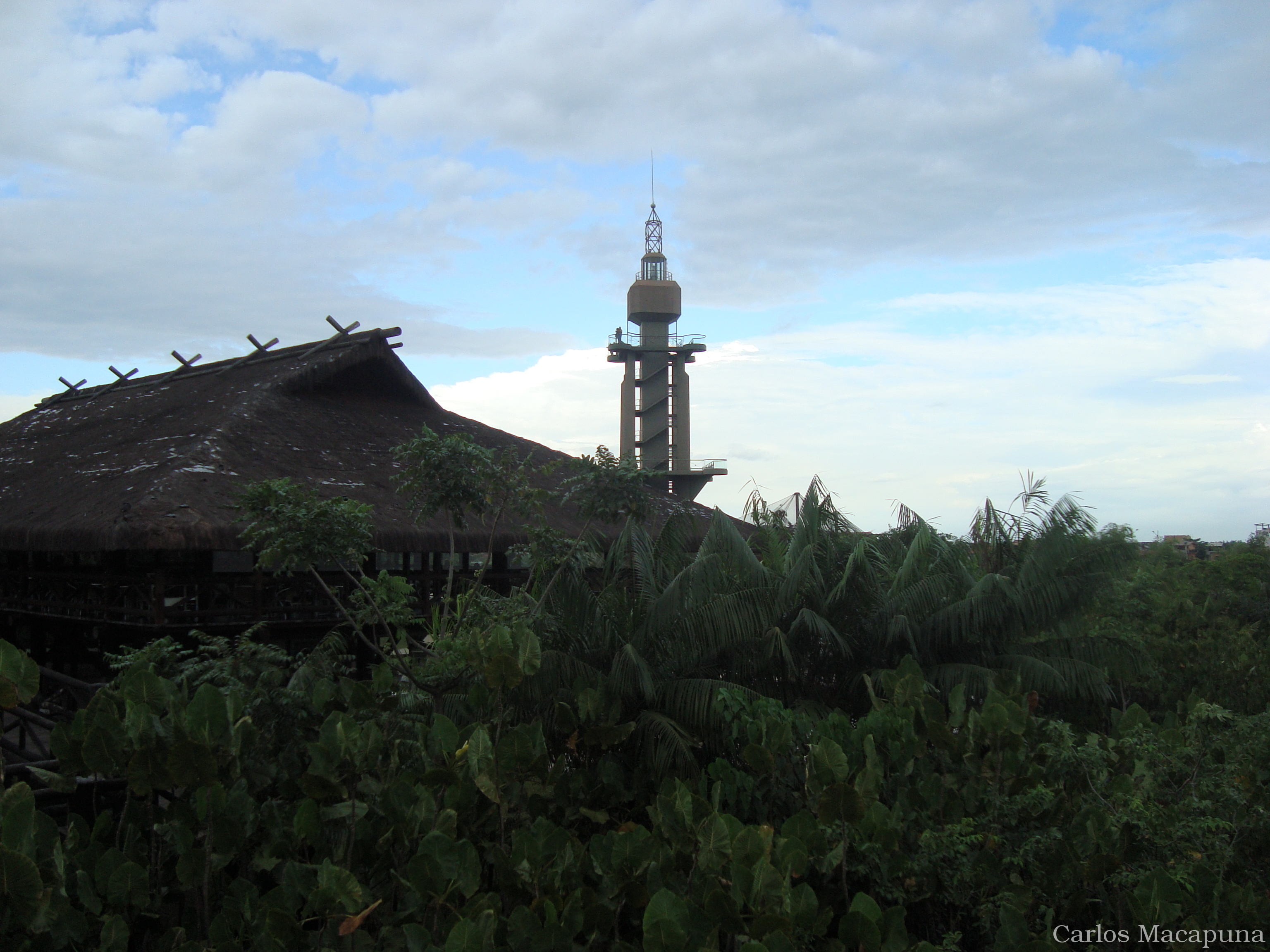
Mirante no Mangal das Garças

### Praças e Parques
- Mangal das Garças – O complexo tem 40000 m² de área à beira do Rio Guamá. Nos jardins e no viveiro de pássaros há guarás, garças entre outras aves, o parque também conta com um borboletário onde há quase 800 insetos. O complexo conta ainda com o espaço do antigo estaleiro, que reúne jóias e artesanato produzidos no Polo Joalheiro, o mirante da torre, com vista de 360º de Belém e o Museu Amazônico da Navegação, que retoma a história da Marinha do Brasil.
- Praça Siqueira Campos – Inaugurada em 1931, é mais conhecida como praça do relógio, por abriga um enorme relógio de doze metros, construído na Inglaterra e montado em Belém. A praça também possui quatro luminárias do início do século XX, instalado na praça durante sua construção.
- Praça Dom Frei Caetano Brandão – Foi concluída em 1900, também é conhecida como Largo da Sé, este logradouro integra o Complexo Feliz Lusitânia. O local é ponto de partida estratégica para passeios turísticos no centro histórico, a praça possui um monumento de bronze dedicado ao Bispo Caetano Brandão.
- Praça Dom Pedro II – É a mais antiga da capital, concluída em 1772, neste logradouro foram plantadas as primeiras mangueiras de Belém. Seu projeto paisagístico possui espécies de flora regional, uma fonte luminosa, chafarizes e pequeno lagos artificiais.
- Praça Felipe Patroni – Situado próximo ao Palácio Antônio Lemos, seu calçamento é inteiramente revestido de pedras importadas de Portugal, é um bom lugar para passeio e descansos durante as tardes.Praça do Relógio

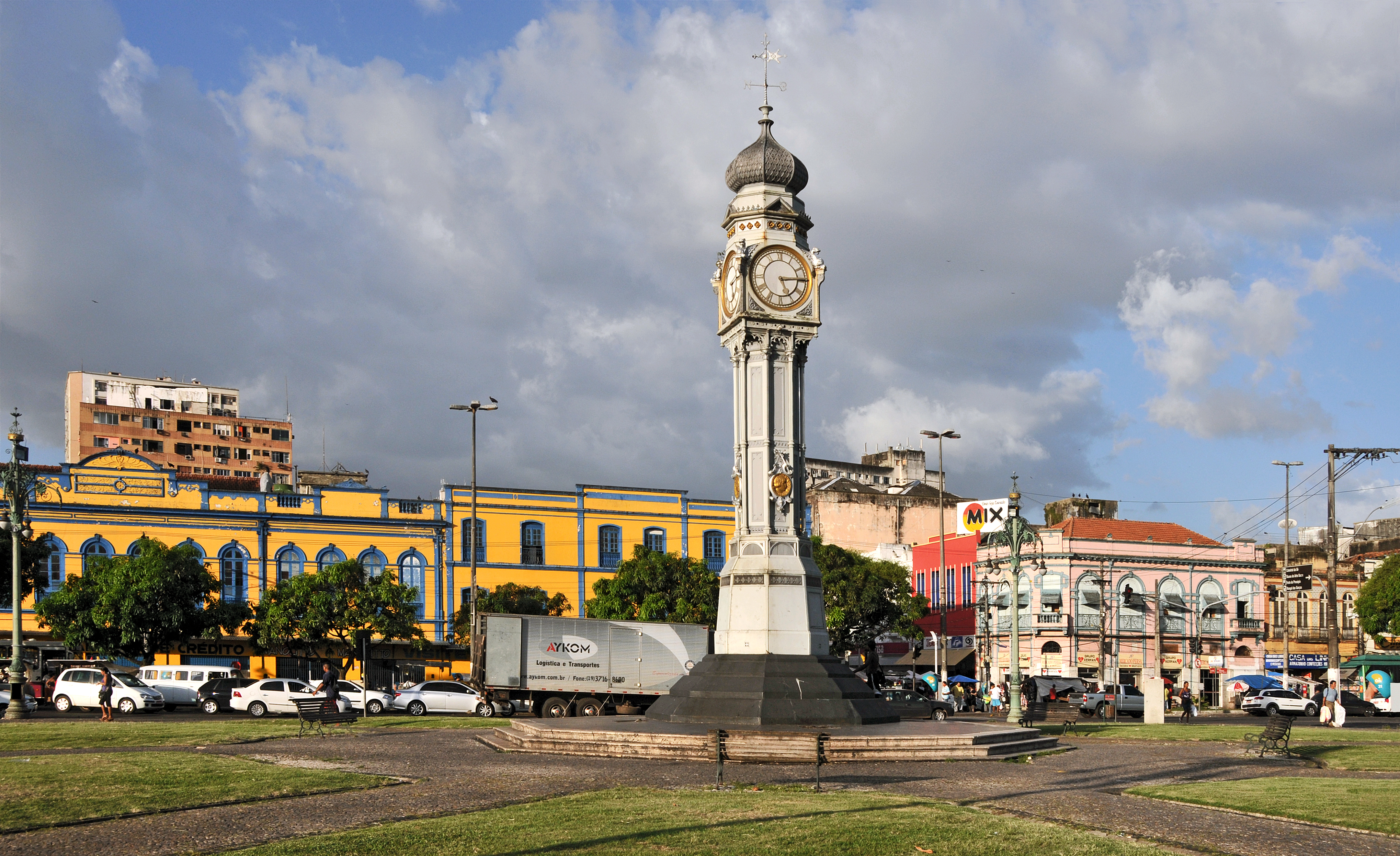
Praça do Relógio

- Praça República do Líbano – Também chamado de Largo de São João, o nome da praça homenageia a colônia libanesa em Belém, no centro da praça há um obelisco em forma de agulha, forma empregada por Landi em seus projetos e desenhos.
- Praça do Carmo – Logradouro de grande importância histórica para Belém nele está parte das ruínas da Igreja do Rosário dos Homens Brancos. Seu calçamento é inteiramente de mármore e possuí um anfiteatro no seu centro.
- Praça do Arsenal - Primeiramente recebeu o nome de Largo Bajé, dado pelos religiosos da Conceição da Beira do Minho. Quando eles foram expulsos, tanto o largo quanto o convento passaram a ser da Coroa Portuguesa. Em 1761, o convento virou hospital militar e mais tarde arsenal da marinha, de onde veio o nome da praça, que está em estado precário de conservação.